# Струнодержатель
Струнодержатель — деталь некоторых струнных музыкальных инструментов, к которой прикрепляются струны. На инструментах семейства гитар струнодержатель выполняет одновременно функцию нижнего порожка, ограничивающего рабочую длину струн (мензуру).

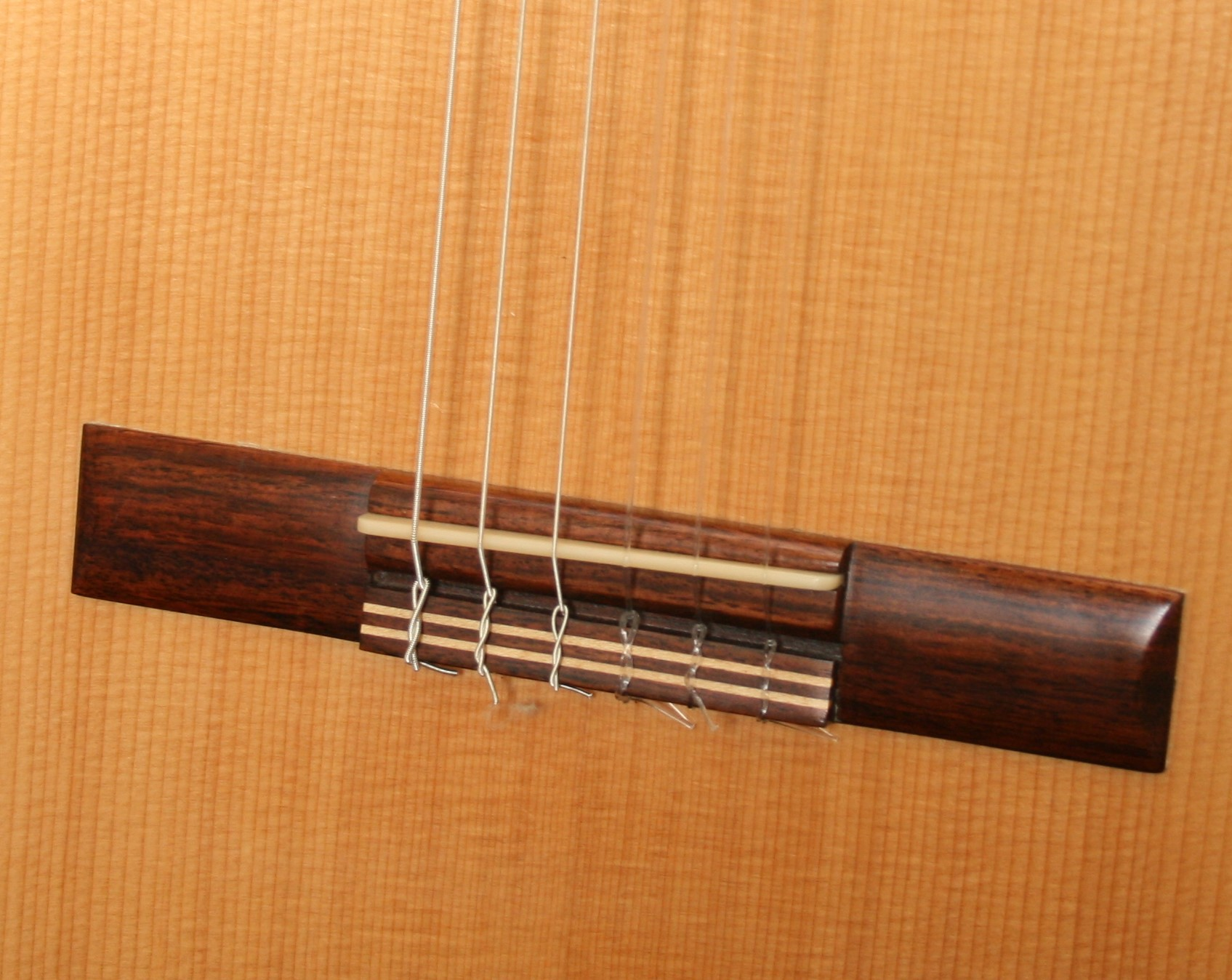
Струнодержатель классической гитары
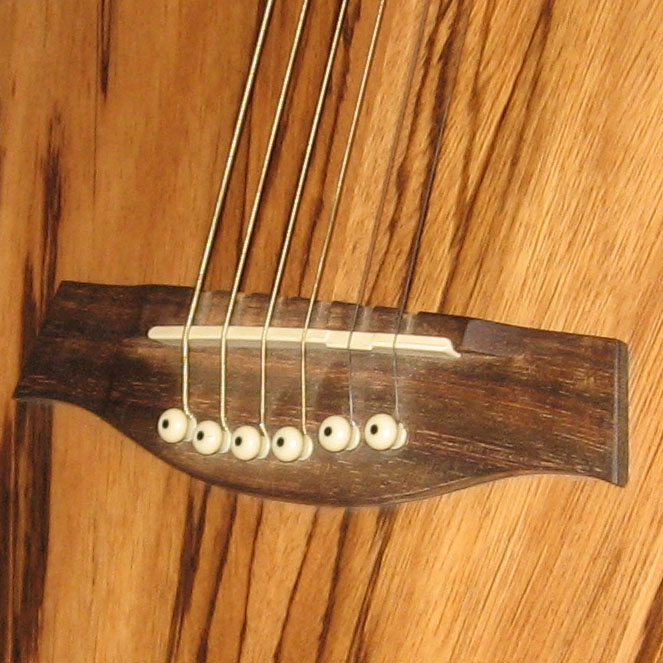
Струнодержатель акустической гитары

## Принцип работы
Большинство струнных инструментов извлекают звук передавая энергию струнам и тем самым заставляя их вибрировать. Однако струны сами по себе издают лишь слабый звук, так как они взаимодействуют с малым объёмом воздуха во время вибрации. Следовательно, звучание струн должно быть усилено с помощью переноса вибрации на бо́льшие поверхности, способные взаимодействовать с бо́льшим количеством воздуха и извлекать более громкие звуки. Таким образом, требуется приспособление, позволяющее струнам свободно вибрировать, но в то же время проводящее эти вибрации на бо́льшую поверхность. Именно для этих целей обычно используется струнодержатель.

## Расположение
Обычно струнодержатель расположен перпендикулярно струнам и более широкой поверхности (которые обычно параллельны друг другу). При этом натяжение струн оказывает давление на струнодержатель и, следовательно, на поверхность под ним. Эта проводящая звук поверхность может быть соединена с воздушной полостью, образуя тем самым корпус инструмента, способствующий усилению и распространению звука. В зависимости от типа инструмента, резонирующая поверхность может быть сделана из дерева (как в гитаре или скрипке), кожи или пластика (банджо), металла (гитара резонатор), или любого другого материала, вибрирующего вместе со струнами.

## Устройство
Струнодержатель может состоять из цельного куска материала (в основном дерева), который помещается между струнами и резонирующей поверхностью.
Некоторые струнодержатели состоят из нескольких частей. Одной из распространенных форм является струнодержатель, включающий седло — опорную поверхность, на которой лежат струны. Седло часто сделано из материала более жесткого, чем сам струнодержатель, например из кости, плотного пластика или металла. В классической гитаре седло не закреплено жестко и держится только под давлением струн. В седле прорезаны неглубокие канавки для высоких струн, предохраняющие их от перемещения во время интенсивной игры.
Составные струнодержатели также используются в музыкальных инструментах с искривленной поверхностью, таких как мандолина. Их струнодержатель часто состоит из основания и седла, с помощью которого можно менять высоту струн.

## Функционирование
Струнодержатель должен передавать вибрацию деке или другой поверхности, усиливающей звук. Как только струны приходят в движение, то же самое, но с большей интенсивностью, происходит и со струнодержателем. В результате дека начинает вибрировать на той же частоте, что и струны, приходя в волнообразное движение и воспроизводя слышимый звук. При этом струнодержатель не только приподнимает струны над декой, но также является точкой их прикрепления к инструменту.
Струнодержатель позволяет сохранять струны на должной высоте над грифом инструмента. Идеальной высотой является та, при которой расстояние до струн достаточно для активной игры музыканта, но при этом струны расположены достаточно близко к грифу, чтобы не затруднять звукоизвлечение. Высота струнодержателя может быть фиксированной или изменяемой.
Кроме поддержки струн и передачи их колебаний, струнодержатель также регулирует расстояние между струнами. Это достигается с помощью неглубоких выемок в струнодержателе или его седле. Струны находятся в выемках, тем самым контролируется их поперечное положение. Аналогичной цели служит порожек, находящийся на противоположной стороне инструмента.
Необходимо оберегать струнодержатель от попадания клея, так как в этом случае передача колебаний от струн к корпусу будет ослаблена, что приведёт к приглушению звука.

## Электрогитарные струнодержатели (бриджи)

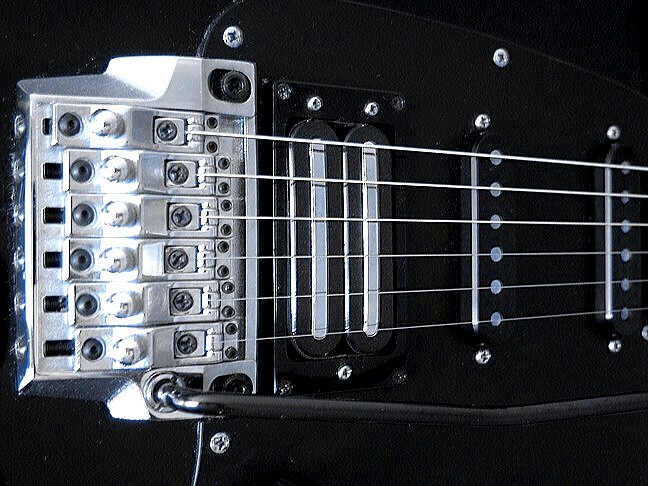
Струнодержатель с системой тремоло на электрогитаре

Струнодержатели для электрогитар (более распространенное название — бриджи) делятся на две основные группы — с системой тремоло (вибрато) и без неё.
В состав бриджей с системой тремоло (такой бридж часто называют просто тремоло или даже машина) входит рычаг, идущий от точки крепления струн. С помощью рычага музыкант может изменять натяжение струн и, соответственно, высоту звучания. Подобный эффект стоило бы скорее назвать вибрато, однако термин тремоло все же используется намного чаще.
Бриджи без тремоло также служат для крепления струн, однако не обеспечивают контроля над натяжением струн и высотой звука.
Определённая часть электрогитар имеет удлиненный бридж. Струны с обратной стороны бриджа резонируют, вследствие чего достигается эффект реверберации.
У каждого из бриджей есть свои преимущества, используемые в различных стилях игры, однако в целом бриджи без тремоло обеспечивают более плотный контакт между декой и струнами и лучше держат строй.

## Скрипичный струнодержатель
Струнодержатель (подгрифок) смычковых инструментов семейства скрипичных представляет собой съёмную деревянную или пластмассовую деталь, соединяющуюся снизу посредством петли с пуговицей в обечайке инструмента, а сверху — со струнами. На струнодержатель скрипки, альта и виолончели могут устанавливаться машинки точной настройки.